# Konrad Corradi

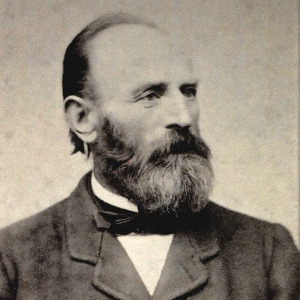
Konrad Corradi

Konrad Corradi, Taufname Johann Corradi, (* 2. September 1813 in Oberneunforn; † 9. April 1878 in Uhwiesen) war ein Schweizer Landschaftsmaler, Zeichner und Gouachist.

## Leben und Wirken
Konrad Corradi absolvierte 1827 eine sechsjährige Ausbildung im Atelier von Johann Heinrich Bleuler in Feuerthalen. Ab 1833 arbeitete er in der Werkstatt und Malschule Bleuler auf Schloss Laufen. 1836 war er Mitbegründer des Schweizer Alpen-Club. 1837 macht er in Meiringen Bekanntschaft mit Johann Wilhelm Schirmer der ihm die Ölmalerei nahebringt. 1838 heiratete er Elisabeth Egli aus Uhwiesen, wo er sich auch niederliess. In den Sommermonaten war er bis in das hohe Alter auf Wanderschaft. Der Darmstädter Verleger Gustav Georg Lange beauftragte ihn zu Vorlage-Zeichnungen für das Werk Das Großherzogthum Baden in malerischen Originalansichen.

## Literatur

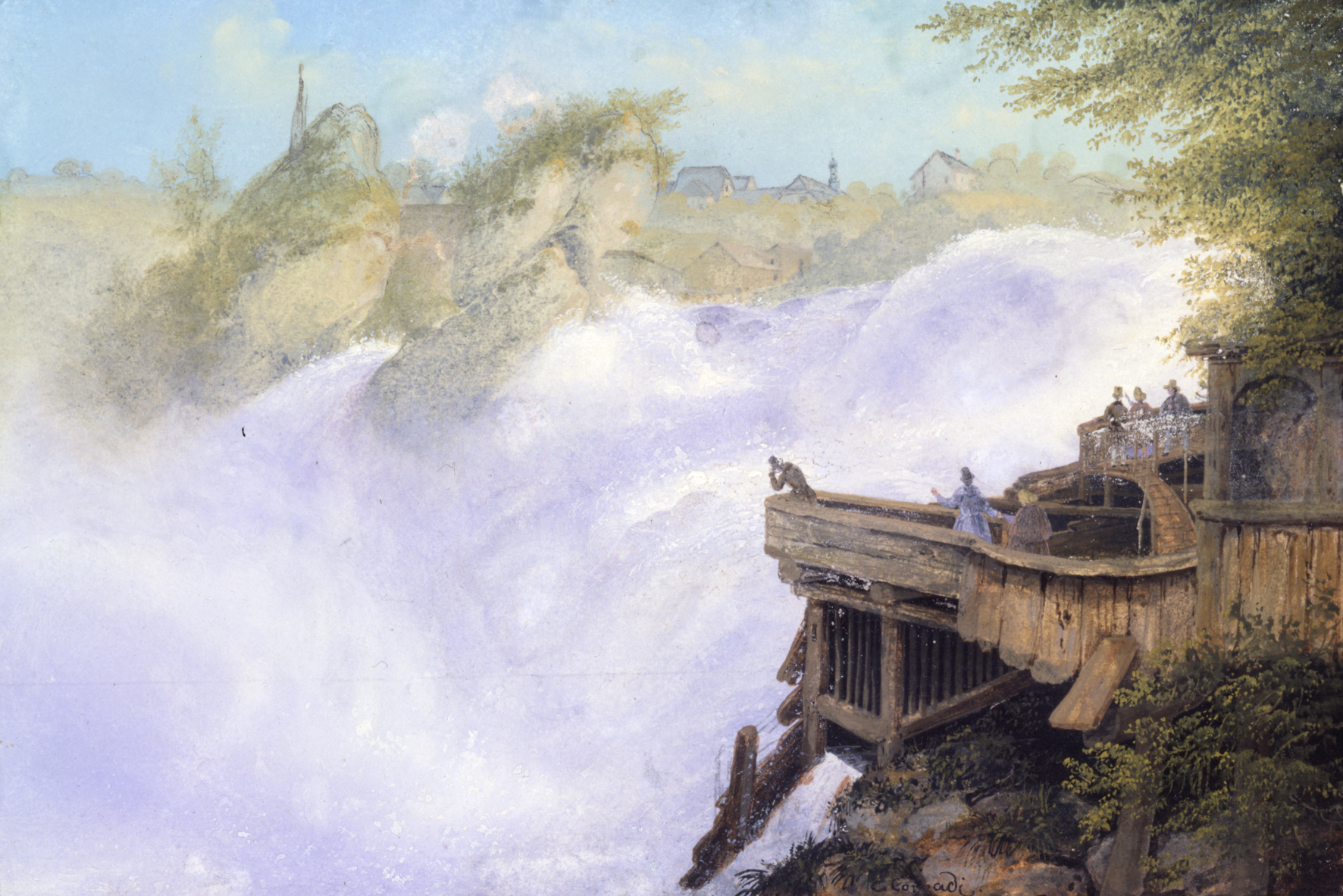
Johann Konrad Corradi: Rheinfall, 1860